# Prócion
Prócion, também chamada de Procyon, α CMi, α Canis Minoris ou alpha Canis Minoris (latim: Alfa do Cão Menor) ou Antecanis (latim antigo: "Antes de cão") é a estrela mais brilhante da constelação de Cão Menor e a nona estrela mais brilhante visível a olho nu no céu noturno.
É orbitada por uma anã branca, chamada de Prócion B, ou Procyon B.
Na Bandeira do Brasil, Prócion representa o estado do Amazonas.

## Etimologia
O nome Procyon é um helenismo, que significa "antes do cão", por ser a estrela que precedia a ascensão de Sírius (vulgo Estrela-Cão) no hemisfério norte. Daí seu nome alternativo Antecanis entre os antigos romanos, que nada mais era que uma tradução literal do grego.